# Flygräddningstjänst

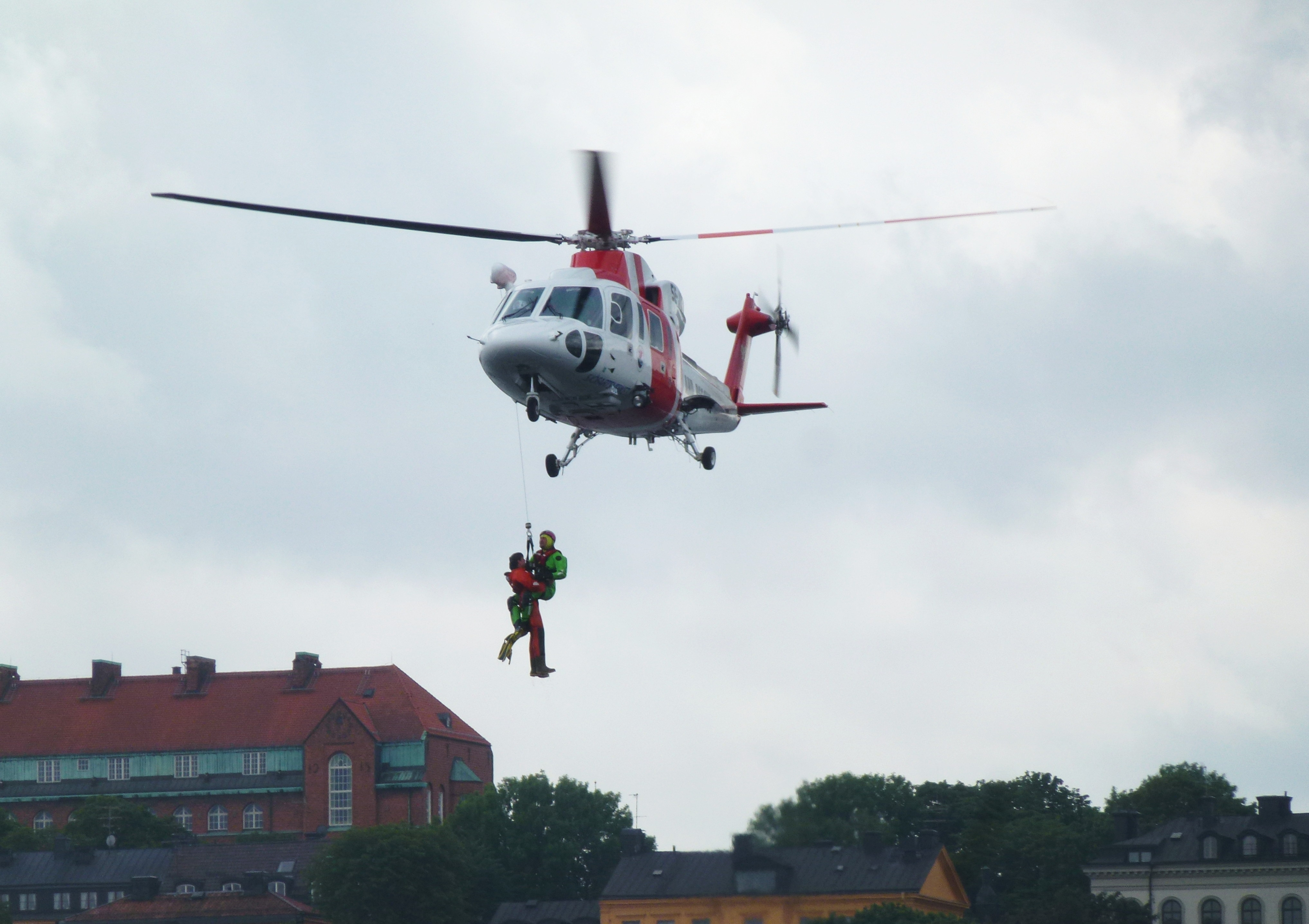
Flygräddningsövning över Stockholms ström med Sjöfartsverkets Sikorsky S-76 räddningshelikopter, 2014.

Flygräddning innebär att efterforska och lokalisera saknade civila och militära luftfartyg, samt att undsätta nödlidande.
Flygräddning är en del av sådan räddningstjänst, som internationellt benämns Search and Rescue (SAR), och vilken också innefattar sjöräddning, fjällräddning och urban sök och räddning.
Ansvaret för flygräddning är genom internationella konventioner och avtal mellan grannstater uppdelat på olika länders regeringar, inom specificerade SAR-områden, räddningsregionen som omfattar nationella territoriet och havsområden utanför dessa. Motsvarande ansvar finns för sjöräddning, enligt andra internationella konventioner. 
Varje land är skyldigt att upprätthålla en flygräddningstjänst inom sitt SAR-område.

## Flygräddningstjänst i den svenska räddningsregionen
Den svenska räddningsregionen omfattar svenskt landterritorium, territorialvatten samt havsvatten utanför till gränser som är överenskomma med andra länder. Om ett luftfartyg har havererat till havs, i kustvattnen eller i Vänern, Vättern eller Mälaren, ansvarar den för Sverige ansvariga myndigheten för sjö- och flygräddningstjänst, Sjöfartsverket, också för undsättning. I övriga fall svarar kommunal räddningstjänst för undsättning.
Sjö- och flygräddning i den svenska räddningsregionen leds operativt av den integrerade Sjö- och flygräddningscentralen (JRCC) i Göteborg, som har Sjöfartsverket som huvudman. Centralen är bemannad dygnet runt och är samlokaliserad med Ledningscentralen för Kustbevakningens region Sydväst och Sjöbevakningscentralen i Göteborg inom Försvarsmakten. 
Den svenska statliga flottan av sju räddningshelikoptrar på fem baser opereras av Sjöfartsverkets helikopterverksamhet.